# Enoch Kofi Adu
Enoch Kofi Adu (Kumasi, 14 september 1990) is een Ghanees voetballer. Hij is een middenvelder en staat sinds oktober 2017 onder contract bij het Zweedse AIK Fotboll. Voorheen speelde hij ook voor Club Brugge.

## Carrière
Op 16-jarige leeftijd maakte Enoch Adu zijn debuut voor Liberty Professionals. De Ghanees speelde er samen met onder meer Christophe Diandy. In juni 2008 tekende de middenvelder net als zijn landgenoot Abeiku Quansah een contract bij het Franse Nice. Adu kwam er in twee seizoenen niet aan spelen toe.
In 2010 mocht de Ghanees van Nice uitkijken naar een andere club. In maart legde hij een test af bij het Zweedse GAIS, maar uiteindelijk tekende hij in juli een contract bij het Deense FC Nordsjælland. Daar werd Adu al snel een vaste waarde. In zijn eerste seizoen pakte hij met Nordsjælland de beker. Een jaar later werd de club ook kampioen, waardoor Adu en zijn ploeggenoten voor het eerst mochten deelnemen aan de Champions League. Nordsjælland belandde in een groep met titelverdediger Chelsea, Juventus en Sjachtar Donetsk. De Denen pakten één punt, na een gelijkspel tegen Juventus. Adu speelde elk duel in de groepsfase.
In december 2012 deed Club Brugge een eerste bod op Adu, maar dat werd door Nordsjælland afgewimpeld. In januari 2013 verhoogde blauw-zwart zijn bod en ging de Deense club wel in op het voorstel. Club Brugge betaalde uiteindelijk circa €1,35 miljoen voor de transfer van de verdedigende middenvelder.
Op 12 februari 2014 maakte Club bekend dat het Adu tot 31 juli 2014 uitleent aan het Noorse Stabæk Fotball.
Op 1 Augustus 2014 maakte Adu de overstap van Club Brugge naar het Zweedse Malmö FF. Hij tekende er een contract tot eind 2018. Adu kwam tot 15 optredens voor Malmö in het seizoen 2014, waarin de club voor de tweede keer op rij landskampioen werd en zich daardoor plaatste voor de groepsfase van de Champions League 2014/15. In 2016 werd opnieuw het landskampioenschap behaald.
Na een korte periode bij het Turkse Akhisar Belediyespor tekende Adu op 25 oktober 2017 een contract tot eind 2020 bij AIK Fotboll. In november 2018 werd hij landskampioen met de club, de eerste titel sinds negen jaar.

## Nationale ploeg
Adu is Ghanees jeugdinternational en nam in 2007 deel aan het WK -17 in Zuid-Korea. Op het toernooi speelde de middenvelder 6 wedstrijden. Ghana werd tweede in de groep van onder meer Duitsland en werd uiteindelijk pas in de halve finale uitgeschakeld door Spanje. In de troostfinale verloor Ghana opnieuw van Duitsland.
Op 11 oktober 2016 maakte Adu zijn debuut in het Ghanees voetbalelftal in een oefeninterland tegen Zuid-Afrika (1--1).

## Spelerstatistieken
| Seizoen         | Club                  | Land                | Competitie         | Competitie | Competitie | Beker | Beker | Internationaal | Internationaal | Totaal | Totaal |
| Seizoen         | Club                  | Land                | Competitie         | Wed.       | Dlp.       | Wed.  | Dlp.  | Wed.           | Dlp.           | Wed.   | Dlp.   |
| --------------- | --------------------- | ------------------- | ------------------ | ---------- | ---------- | ----- | ----- | -------------- | -------------- | ------ | ------ |
| 2006/07         | Liberty Professionals | Vlag van Ghana      | Premier League     | ?          | ?          | ?     | ?     | ?              | ?              | ?      | ?      |
| 2007/08         | Liberty Professionals | Vlag van Ghana      | Premier League     | ?          | ?          | ?     | ?     | ?              | ?              | ?      | ?      |
| 2008/09         | OGC Nice              | Vlag van Frankrijk  | Ligue 1            | 0          | 0          | 0     | 0     | 0              | 0              | 0      | 0      |
| 2009/10         | OGC Nice              | Vlag van Frankrijk  | Ligue 1            | 0          | 0          | 0     | 0     | 0              | 0              | 0      | 0      |
| 2010/11         | FC Nordsjælland       | Vlag van Denemarken | Superligaen        | 29         | 0          | 5     | 0     | 2              | 0              | 36     | 0      |
| 2011/12         | FC Nordsjælland       | Vlag van Denemarken | Superligaen        | 32         | 0          | 2     | 0     | 1              | 0              | 35     | 0      |
| 2012/13         | FC Nordsjælland       | Vlag van Denemarken | Superligaen        | 18         | 0          | 0     | 0     | 6              | 0              | 24     | 0      |
| 2012/13         | Club Brugge           | Vlag van België     | Jupiler Pro League | 11         | 0          | 0     | 0     | 0              | 0              | 11     | 0      |
| 2013/14         | Club Brugge           | Vlag van België     | Jupiler Pro League | 7          | 0          | 0     | 0     | 0              | 0              | 7      | 0      |
| 2013/14         | → Stabæk Fotball      | Vlag van Noorwegen  | Tippeligaen        | 16         | 1          | 2     | 2     | 0              | 0              | 18     | 3      |
| 2014            | Malmö FF              | Vlag van Zweden     | Allsvenskan        | 15         | 0          | 0     | 0     | 10             | 0              | 25     | 0      |
| 2015            | Malmö FF              | Vlag van Zweden     | Allsvenskan        | 27         | 2          | 5     | 1     | 10             | 0              | 42     | 3      |
| 2016            | Malmö FF              | Vlag van Zweden     | Allsvenskan        | 18         | 1          | 1     | 0     | 0              | 0              | 19     | 1      |
| 2016/17         | Akhisar Belediyespor  | Vlag van Turkije    | Süper Lig          | 3          | 0          | 4     | 0     | 0              | 0              | 7      | 0      |
| 2017            | AIK Fotboll           | Vlag van Zweden     | Allsvenskan        | 0          | 0          | 0     | 0     | 0              | 0              | 0      | 0      |
| Carrière totaal | Carrière totaal       | Carrière totaal     | Carrière totaal    | 176        | 4          | 19    | 3     | 29             | 0              | 224    | 7      |

## Erelijst
FC Nordsjælland
- Deense voetbalbeker

2011
- Deens landskampioen

2012
 Malmö FF
- Zweeds landskampioen

2014, 2016
- Zweedse Supercup

2014
 AIK Fotball
- Zweeds landskampioen

2018